# Стеклянный павильон
Стеклянный павильон (нем. Glaspavillon) — образец стеклянного дома, построен Бруно Таутом в 1914 году для представительства стекольной промышленности Германии на выставке Немецкого Веркбунда в Кёльне. Павильон был разобран вскоре после окончания выставки, которая досрочно прекратила свою деятельность 6 августа 1914 года из-за начала Первой мировой войны.

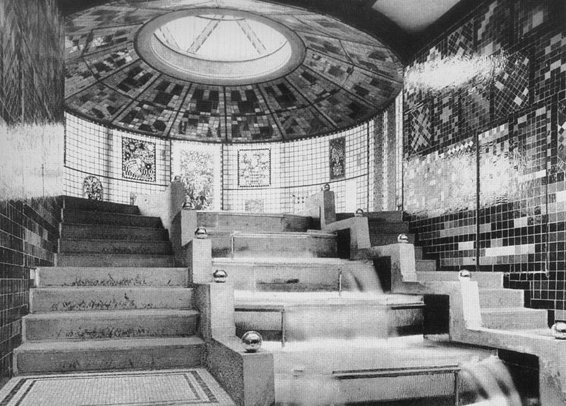
Интерьер павильона

Постройка воплотила утопические фантазии писателя-экспрессиониста Пауля Шеербарта, написавшего книгу «Стеклянная архитектура».
Цоколь павильона из бетона служил основанием для металлических опор, удерживающих двухслойный призматический купол. Внешняя поверхность ромбовидных секций купола была зеркальной, внутренняя - из цветного стекла.
Несколько уровней внутри павильона сообщались металлическими лестницами, ступени которых были изготовлены из стеклянных блоков. На фризе нанесены лозунги Шеербарта: «Без стеклянного дворца жизнь – это приговор», «Стекло открывает новый век, кирпич приносит лишь вред», «Цветное стекло разрушает ненависть» и т.п. 
На одном из уровней находился каскадный водопад с подсветкой, ниспадающий в полуподвальный этаж со стеклянными шариками на дне.
Разрушенный в период Первой мировой войны павильон, был окончательно снесен в начале 20-х годов.
Макет сооружения хранится Музее вещей в Берлине.